# 长须华鲮
长须华鲮（学名：Sinilabeo longibarbatus）为輻鰭魚綱鯉形目鲤科华鲮属的鱼类。在中国，分布于贵州省猫跳河等。

## 扩展阅读
維基物種上的相關：长须华鲮